# Annliese Nef
Anneliese Nef, née à Paris en 1971, est une historienne médiéviste française, spécialiste de la Méditerranée islamique.

## Biographie
Élève de l’École normale supérieure, elle obtient son doctorat en histoire médiévale à l’université de Nanterre en 2001. 
Ancienne membre de l’École française de Rome, ses travaux portent sur l'histoire de l'Occident islamique médiéval, plus notamment la Sicile médiévale au XIIe siècle. 
Elle vit à Palerme en 2002.
Elle est maître de conférences en histoire médiévale à l'Université de Paris IV (2008), puis à Paris 1 (2013) où elle est nommée professeure en 2023.